# مبلغ مذهبی (فیلم)
مبلغ مذهبی (انگلیسی: The Missionary) یک فیلم به کارگردانی ریچارد لانکرین است که در سال ۱۹۸۲ منتشر شد.

## بازیگران
- دیوید سوشی
- دنهلم الیوت
- هیو فریزر
- مگی اسمیت
- مایکل هوردرن
- مایکل پیلین
- رولاند کالور
- تیموتی اسپال
- تروور هاوارد
- فیبی نیکولز
- گراهام کراودن